# 君だけにメリークリスマス
『君だけにメリークリスマス』は、テレビ東京系で1991年11月24日～12月29日に放送した日曜夜9時の連続ドラマ。全6話。

## 概要
花井寛原作の小説をドラマ化した作品である。２年前のクリスマスイブから連絡を取れなくなった恋人を思い続けていた女医が再び恋人と奇跡的に出会ってしまう。

## 出演者
- 茜：藤田朋子
- 瞬一（茜の昔の恋人）：布川敏和
- 山形真沙子：高橋リナ
- 恵：島崎和歌子
- 恵の兄・裕介：阪田マサノブ
- 比呂美：有沢妃呂子
- 杉田香織
- 岡田真澄

## スタッフ
- 原作：花井寛、みやはら啓一[2]
- 脚本：今井詔二[1]
- 演出：佐々木章光[1]

## 主題歌
- 藤田朋子「冬の予感」

## サブタイトル
1. 「帰って来た恋人」（1991年11月24日）
2. 「禁じられた再会」（1991年12月1日）
3. 「裏切り」（1991年12月8日）
4. 「彼を私にください」（1991年12月15日）
5. 「イブの日は永遠に」（1991年12月22日）
6. 「二人のイヴは永遠に」（1991年12月29日）